# Novosteel
Die Novosteel SA mit Sitz in Neuchâtel ist ein international tätiges Schweizer Rohstoffhandelsunternehmen. Kerngeschäft von Novosteel bildet der Handel mit Stahl. Dieser wird direkt bei den Stahlproduzenten eingekauft und hauptsächlich an die verarbeitende Industrie, den Grosshandel sowie den lagerhaltenden Handel weiterverkauft. Neben seinem Hauptsitz in Neuchâtel verfügt Novosteel über Büros in Montreal, Los Angeles und Shanghai.
Das Unternehmen wurde 1988 in Neuchâtel gegründet. 1999 übernahm der seit der Gründung amtierende Geschäftsleiter, Michael Setterdahl, die vollständige Kontrolle. Novosteel baute in der Folge ihre Handelsaktivitäten mit mehr als 60 Lieferanten in 25 Ländern, über 180 Abnehmer in 18 Ländern und einem Jahresumsatz von rund 250 Millionen Schweizer Franken aus. 2005 erwarb die kanadische Harris Steel Group, die seit 2007 zum US-amerikanischen Nucor-Konzern gehört, eine 75-prozentige Beteiligung an Novosteel.